# Farigliano
Farigliano (Farjan in piemontese) è un comune italiano di 1 680 abitanti della provincia di Cuneo, in Piemonte.

## Storia
Sono presenti alcuni resti di un castello di epoca medioevale.
Il 5 luglio 1944, le truppe nazifasciste per rappresaglia saccheggiarono e incendiarono il paese. Due civili vennero uccisi, Giovanni Mancardi e Giovanni Taricco, mentre le case incendiate e danneggiate furono circa 250.
Nel novembre 1994, la parte bassa del paese subì pesantissimi danni per lo straripamento del fiume Tanaro: il fiume provocò anche il crollo del "Ponte Maccagno", che collegava Farigliano al paese di Piozzo.

### Simboli
Lo stemma e il gonfalone sono stati concessi con regio decreto del 16 novembre 1933.
Il gonfalone è un drappo di azzurro.

## Società

### Evoluzione demografica
Abitanti censiti

### Etnie e minoranze straniere
Secondo i dati Istat al 31 dicembre 2017, i cittadini stranieri residenti a Farigliano sono 185, così suddivisi per nazionalità, elencando per le presenze più significative:
1. Albania, 84
2. Romania, 24

## Cultura

### Istruzione

#### Biblioteche
La Biblioteca civica comunale "Nicola e Beppe Milano" in piazza San Giovanni, dispone di circa diecimila volumi, in prevalenza di narrativa e saggistica. L'annessa sala polivalente può ospitare manifestazioni culturali e può essere utilizzata, inoltre, per convegni, congressi e dalle associazioni di volontariato.

### Eventi
Ogni anno nella prima settimana di dicembre ha luogo a Farigliano "La Fiera dei puciu e di San Nicolao". I puciu sono i frutti del nespolo comune, tipico della Bassa Langa, e da non confondere col nespolo del Giappone.

## Geografia antropica

### Località e frazioni
Masanti, Mellea, Moncucco, Naviante, Viaiano.

## Infrastrutture e trasporti
Farigliano era dotata di una propria stazione ferroviaria posta lungo la Ferrovia Bra-Ceva. La ferrovia è stata chiusa in seguito ai danni subiti dall'alluvione del 1994.

## Amministrazione
| Periodo        | Periodo        | Primo cittadino    | Partito      | Carica       | Note   |
| -------------- | -------------- | ------------------ | ------------ | ------------ | ------ |
| 2009           | 13 luglio 2013 | Domenico Milano    | Lista civica | Sindaco      | [ 12 ] |
| 5 agosto 2013  | 25 maggio 2014 | Giacolino Gillardi | Lista civica | Sindaco F.F. | [ 13 ] |
| 26 maggio 2014 | 26 maggio 2019 | Mirco Spinardi     | Lista civica | Sindaco      |        |
| 27 maggio 2019 | in carica      | Ivano Airaldi      | Lista civica | Sindaco      |        |

### Gemellaggi
Farigliano è gemellato con:
- Pianezze, dal 1998[9]